# Fiebrigella
Fiebrigella là một chi ruồi trong họ Chloropidae.